# Mälardalstrafik
Mälardalstrafik MÄLAB AB ist eine regionübergreifende Regionalverkehrsgesellschaft in Schweden. Sie gehört zu 35 % der Region Stockholm und zu je 13 % den Regionen Örebro, Östergötland, Sörmland, Uppsala und Västmanland. Im Auftrag und im Gebiet der beteiligten Regionen bietet sie Schienenverkehrsverbindungen unter dem Namen Mälartåg sowie verkehrsmittel- und regionsübergreifende Zeitkarten unter dem Namen Movingo an.

## Geschichte

### Gründung
MÄLAB wurde 1991 unter dem Namen Tåg i Mälardalen AB gegründet mit dem Auftrag, die Voraussetzungen für einen gemeinsamen Schienenpersonenverkehr in Stockholm und den umliegenden Regionen zu entwickeln.

### Trafik i Mälardalen (TiM)
Für die breite Öffentlichkeit sichtbar wurde MÄLAB erstmals 1995, als unter dem Namen Trafik i Mälardalen (TiM) ein Vertrag mit der ehemals staatlichen schwedischen Eisenbahngesellschaft SJ abgeschlossen wurde. Mit TiM wurden erstmals Zeitkarten angeboten, die sowohl in SJ-Regionalzügen auf ausgewählten Strecken als auch im Nahverkehr der angrenzenden Regionen galten. TiM galt auch in SJ-InterCityzügen, wobei SJ-Intercitys nicht mit den gleichnamigen Zügen der Deutschen Bahn vergleichbar sind.

### Movingo-Tickets
Zum 1. Oktober 2017 wurde TiM durch ein erweitertes Angebot namens Movingo ersetzt. Movingo ist als elektronisches Ticket mit unterschiedlichen Gültigkeitsdauern erhältlich. Beim Kauf des Tickets in der SJ-App konnte ein Zuschlag hinzugekauft werden, der die Benutzung der 1. Klasse in den SJ-Zügen erlaubte.

### Eigene Züge

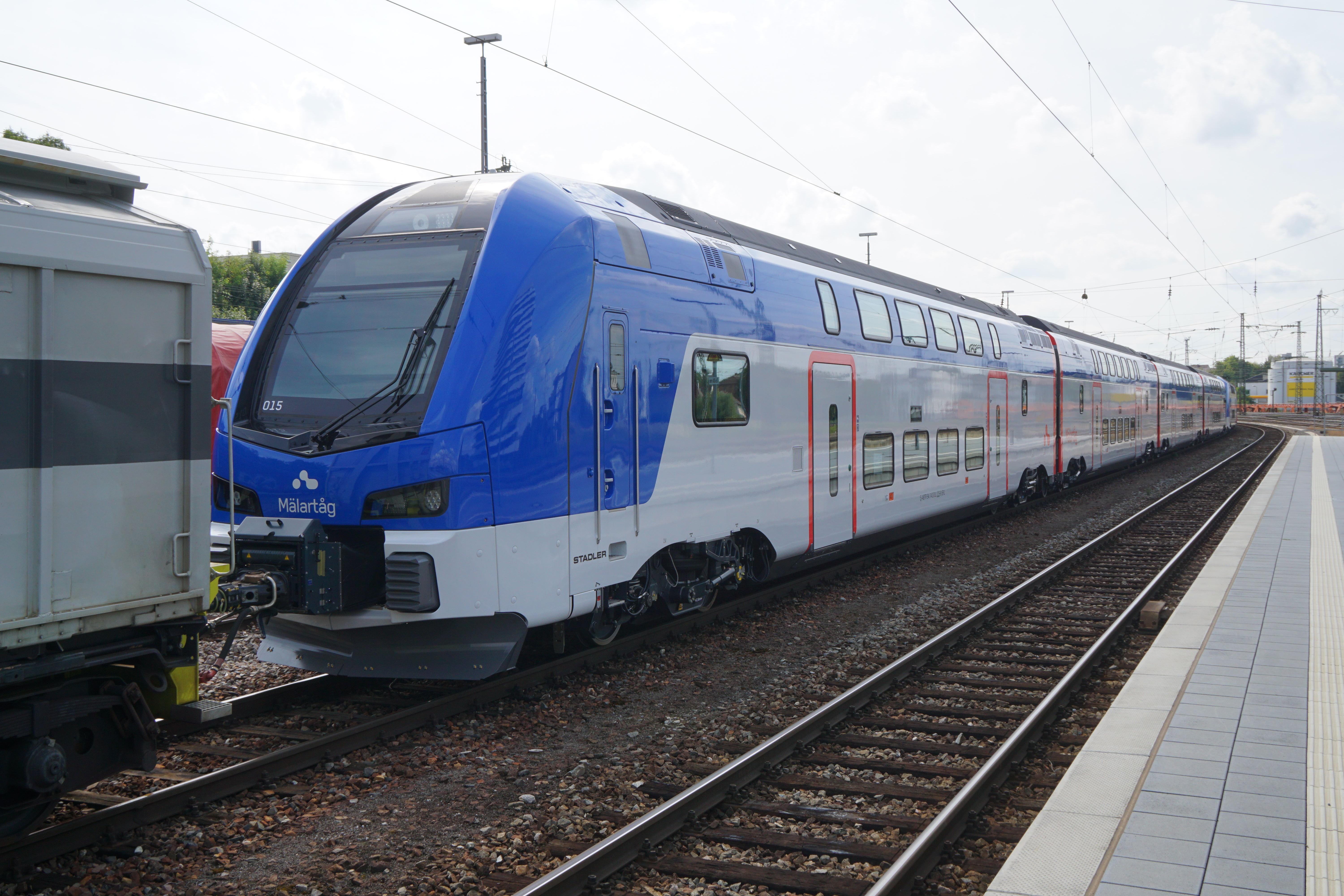
Stadler ER1 in Bietigheim-Bissingen auf dem Transport nach Schweden

Im Jahr 2016 bestellte MÄLAB 33 vierteilige Doppelstockzüge des Typs ER1. Im Dezember 2019 gingen die ersten dieser Züge auf der Strecke Örebro–Eskilstuna–Stockholm in Betrieb. Im Juni 2020 wurden weitere 12 Züge des gleichen Typs bestellt, die zum Fahrplanwechsel im Dezember 2021 in Betrieb gingen. Die Züge werden von MÄLAB bei der Leasinggesellschaft Transitio geleast und wurden zunächst von SJ betrieben. 
Mit der Übernahme von Verkehrsleistungen anderer Anbieter kamen auch mehrere Züge des Typs Bombardier Regina zu MÄLAB. Diese werden nach und nach renoviert und dabei dem Mälartåg-Farbschema angepasst.

### Betriebsübernahme durch MTR
Zum Fahrplanwechsel am 12. Dezember 2021 übernahm MTR Nordic, eine Tochtergesellschaft der chinesischen MTR Corporation, von SJ den Betrieb der Mälartåg-Züge. Damit entfiel für Movingo-Kunden die Möglichkeit, in der SJ-App den 1. Klasse-Zuschlag kaufen zu können. Zeitgleich begann Mälartrafik, eigene Einzelfahrkarten anzubieten.

### Übernahme von Upptåget
Das seit 1991 von der Region Uppsala in eigener Regie betriebene Regionalbahnsystem Upptåget wurde zum Fahrplanwechsel am 12. Juni 2022 in das Mälartåg-System integriert. Mälartrafik übernahm dabei von Upptåget acht ER1-Züge sowie drei Regina-Garnituren. Tickets von Upplands Lokaltrafik (UL) gelten innerhalb des UL-Tarifgebiets weiterhin in allen Mälartåg-Zügen.

### Betriebsübernahme durch Transdev
Der Betrieb durch MTR Nordic war von Anfang an durch zahlreiche Zugausfälle wegen Personalmangels geprägt, später kamen auch Verzögerungen bei der Wartung der Züge hinzu. Im Oktober 2023 wurde daher der Vertrag mit MTR Nordic vorzeitig gekündigt und im Rahmen einer Notmaßnahme nach EU-Verordnung EG Nr. 1370/2007 die Gesellschaft Transdev Sverige AB für zunächst zwei Jahre mit der Betriebsführung ab dem 16. Juni 2024 beauftragt. Innerhalb dieser Frist soll eine reguläre Neuausschreibung und -vergabe stattfinden.

## Verbindungen
Seit 12. Juni 2022 bietet Mälartåg Regionalbahnverbindungen auf folgenden Strecken an:
- Norrköping–Nyköping–Stockholm
- Linköping–Katrineholm–Eskilstuna–Sala–Uppsala (Sala–Uppsala ehemals Upptåget)
- Uppsala–Tierp–Gävle (ehemals Upptåget)
- Örebro–Eskilstuna–Stockholm–Arlanda–Uppsala
- Hallsberg–Katrineholm–Stockholm
- Stockholm–Märsta–Knivsta–Uppsala (nur an Werktagen zur Hauptverkehrszeit)

## Tickets

### Einzelfahrkarten
Einzelfahrkarten für Mälartåg-Verbindungen sind auf der Mälartåg-Webseite, in der Mälartåg-App, aus SJ-Fahrkartenautomaten sowie bei bestimmten Vorverkaufsstellen erhältlich. Sie sind an einen bestimmten Zug gebunden. Bei Ausfall des gebuchten Zuges kann ein der nächstfrühere oder nächstspätere Zug benutzt werden. Mälartåg-Einzelfahrkarten gelten lediglich in Mälartåg-Zügen.

### Zeitkarten (Movingo)
Unter dem Namen Movingo sind elektronische Zeitkarten mit Gültigkeitsdauern von 30, 90 und 365 Tagen erhältlich. Ein Movingo-Ticket wird für eine bestimmte Eisenbahnstrecke gebucht und gilt dann auf dieser in allen Mälartåg- und SJ-Regionalzügen (nur 2. Klasse), darüber hinaus im übrigen Öffentlichen Personennahverkehr der angrenzenden Regionen. Ebenfalls erhältlich sind Movingo-Tickets für das gesamte Mälardalstrafik-Streckennetz, damit dürfen zusätzlich auch SJ-InterCity-Züge benutzt werden. Das Ticket wird entweder in die SJ-App, oder in eine eigens dafür entwickelte Movingo-App geladen, das 30-Tages-Ticket kann alternativ auch als Kombination aus einer Chipkarte (für SJ-Regionalzüge) und einem Papierticket (für Mälartåg-Züge und alle anderen öffentlichen Verkehrsmittel) erworben werden. Movingo-Tickets sind übertragbar: Smartphone-Tickets können vom Inhaber auf andere Mobilgeräte übertragen werden. Eine erneute Übertragung ist erst nach 24 Stunden möglich, um Missbrauch zu verhindern.

### Anerkennung von Regionalverkehrstickets
In den folgenden Regionen gelten bestimmte Fahrkarten der Regionalverkehrsanbieter auch im Mälartåg:
- Sörmland: Alle Zeit- und Schülerkarten.
- Östergötland: Auf den Strecken Linköping–Norrköping sowie Norrköping–Kolmården gelten alle Fahrkarten von Östgötatrafiken im Rahmen der jeweils befahrenen Tarifzonen.
- Västmanland: 30- und 365-Tages-Ticket.
- Uppsala: Im Tarifgebiet von Upplands Lokaltrafik (UL) dürfen Mälartåg-Züge mit allen in den jeweiligen Tarifzonen gültigen UL-Fahrkarten benutzt werden. Die Tarifgrenze stellen die Bahnhöfe Gävle C, Sala, Märsta und Arlanda C dar.

### Interrail
Seit dem 23. Mai 2022 können alle Mälartåg-Züge mit Interrail- und Eurail-Pässen benutzt werden, soweit diese in Schweden gültig sind.